# へびつかい座アルファ星
へびつかい座α星は、へびつかい座で最も明るい恒星で2等星。
夏の大三角のうちベガとアルタイルの2星とこの星を結ぶと、通常の三角形とは逆側にも三角形を描くことができる。

## 概要
太陽の0.85倍ほどの質量の伴星が存在する。伴星のB星はA星から平均7au離れた軌道を8.7年の周期で周回している。現在、水素を使いきってヘリウム燃焼に移行する最初の段階を迎えていると考えられている。他の白色巨星と同じように、ほんのわずかに変光する。ただし、肉眼でそれを見ることはできない。

## 名称

### 語源
固有名のラサルハグェ（ラスアルハゲ, Rasalhague）はアラビア語で「蛇を採る者の頭」「へびつかいの頭」を意味するラアス・アル＝ハウワー（رأس الحواء, raʾs al-ḥawwāʾ）に由来。蛇を手でつかんだ男性の形をしているとされるへびつかい座の頭部に位置することからこの名前がついたとされる。
رَأْسُ الْحَوَّاءِ
ラテン文字転写：raʾs al-ḥawwāʾ
実際のアラビア語休止形発音：ラッス・アル＝ハウワーッ/ラァス・アル＝ハウワーァ
学術的カタカナ表記：ラアス・アル＝ハウワー
- رأس（raʾs, 実際の発音：ラッス/ラァス）：【名詞】頭[11][12]
- الـ（al-, アル＝）：【定冠詞】英語のtheに相当
- حَوَّاء（ḥawwāʾ, 実際の発音：ハウワーッ/ハウワーァ）：蛇を捕る人、蛇を集める人；蛇飼い、蛇を所有している人[13][14]

### 固有名としての承認
2016年7月21日、国際天文学連合の恒星の命名に関するワーキンググループ (Working Group on Star Names, WGSN) は、Rasalhague をへびつかい座α星Aの固有名として正式に承認した。